# Tatakoto
Tatakoto (auch Takoto, alter Name: Clerke Island) ist ein Atoll im  Tuamotu-Archipel in Französisch-Polynesien. Es liegt vergleichsweise isoliert im östlichen Teil des Archipels, 1182 km nordöstlich von Tahiti und 170 km nordwestlich von Pukarua.
Tatakoto ist auch eine Gemeinde, die keine weiteren Inseln umfasst. Der Code INSEE der Gemeinde ist 98737. Die Postleitzahl ist 98783.
Das Atoll hat eine Ost-West langgezogene Form, mit einer Länge von 14 km und einer maximalen Breite von 3,5 km. Die Landfläche ist 7,3 km². Die Nordseite besteht aus einem großen, bewaldeten Motu. Die Südseite besteht aus 65 kleinen Motus (Inseln auf dem Riffkranz) und Hoas (Durchfahrten). Es gibt keine tiefe Durchfahrt zur 20 km² großen inneren Lagune.
Das Atoll hatte bei der Volkszählung im Jahr 2022 180 Einwohner. Das Dorf Tumukuru liegt am westlichen Ende des Atolls, wo sich auch ein kleiner Flugplatz befindet (IATA-Flughafencode TKV). Zu Beginn des 20. Jahrhunderts hat der Franzose Albert Javelot Kokospalmen pflanzen lassen, die heutzutage das ganze Atoll bedecken. Die wirtschaftlich wichtigste Aktivität ist die Kopragewinnung.
Tatakoto wurde 1774 von Spanischen Seefahrern Domingo de Boenechea und José de Andía y Varela entdeckt. Sie landeten am Fest des Heiligen Narzissus. Daher wurde früher das Atoll auch „San Narciso“, „Narcisse“ und „Augier“ genannt.